# Berta Ambrož

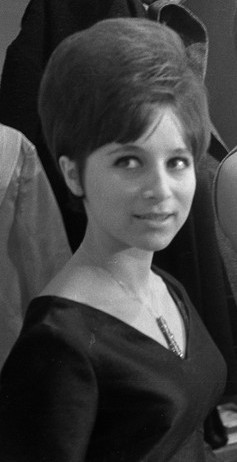
Berta Ambrož

Berta Ambrož ( Kranj, 29 oktober 1944 - 1 juli 2003) was een zangeres uit Joegoslavië, meer bepaald uit Slovenië.
In 1966 won ze Jugovizija met het lied Brez besed (Zonder woorden). Ze werd zevende op het Eurovisiesongfestival, het was een van de weinige keren dat Joegoslavië in het Sloveens aantrad, het lied werd later een evergreen in Slovenië.
1961: Ljiljana Petrović · 
1962: Lola Novaković · 
1963: Vice Vukov · 
1964: Sabahudin Kurt · 
1965: Vice Vukov · 
1966: Berta Ambrož · 
1967: Lado Leskovar · 
1968: Luciano Kapurso & Hamo Hajdarhodžić · 
1969: Ivan & 3M · 
1970: Eva Sršen · 
1971: Krunoslav Slabinac · 
1972: Tereza · 
1973: Zdravko Čolić · 
1974: Korni · 
1975: Pepel in Kri · 
1976: Ambasadori · 
1981: Seid Memić-Vajta · 
1982: Aska · 
1983: Danijel Popović · 
1984: Vlado & Izolda · 
1986: Doris Dragović · 
1987: Novi Fosili · 
1988: Srebrna Krila · 
1989: Riva · 
1990: Tajči · 
1991: Bebi Dol · 
1992: Extra Nena